# 241
Năm 241 là một năm trong lịch Julius. 

## Sinh
- Tào Mao Hoàng đế nhà Ngụy

## Mất
- Gia Cát Cẩn